# اسکاندیانو
اسکاندیانو (به ایتالیایی: Scandiano) یک کومونه در ایتالیا است که در استان رجو امیلیا واقع شده‌است.

## خصوصیات
اسکاندیانو ۴۹ کیلومترمربع مساحت و ۲۴٬۷۱۶ نفر جمعیت دارد و ۹۵ متر بالاتر از سطح دریا واقع شده‌است.

## خواهرخوانده
شهرهای آلمانسا، بلانسکو و توبیز خواهرخوانده‌های اسکاندیانو هستند.